# Giorgi Margwelaschwili

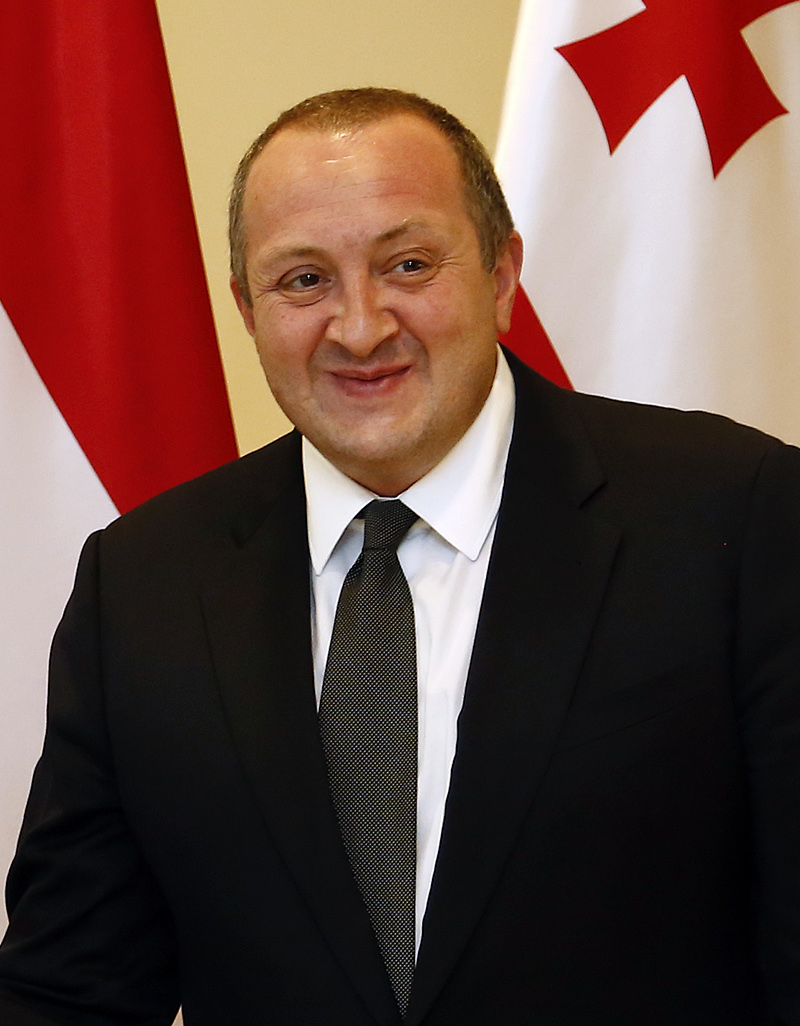
Giorgi Margwelaschwili (2014)

Giorgi Margwelaschwili (georgisch გიორგი მარგველაშვილი; * 4. September 1969 in Tiflis) ist ein georgischer Politiker (SG) und war von November 2013 bis Dezember 2018 Präsident Georgiens.

## Leben
1992 absolvierte Margwelaschwili die Fakultät für Philosophie und Psychologie an der Staatlichen Iwane-Dschawachaschwili-Universität Tiflis. Zwischen 1993 und 1994 studierte er Soziologie an der Central European University in Budapest. Von 1992 bis 1995 war der künftige Präsident als Reiseleiter in einem Unternehmen (mit Fokus auf Bergtourismus), anschließend als stellvertretender Manager in einem Verlagshaus tätig. Im Zeitraum zwischen 1996 und 1997 lehrte er Philosophie an der Freien Universität Tiflis. Von 1995 bis 2000 hatte Margwelaschwili die Position des Programmberaters im Nationalen Demokratischen Institut für Internationale Angelegenheiten inne.
In den Jahren 2000 bis 2012 arbeitete er im Georgian Institute of Public Affairs und leitete von 2006 bis 2010 die Forschungsabteilung dieser Einrichtung.

## Politische Karriere
Vom 25. Oktober 2012 bis 18. Juli 2013 war Margwelaschwili Bildungsminister Georgiens. Als Kandidat des Parteienbündnisses Georgischer Traum bekam er bei der Präsidentschaftswahl im Oktober 2013 über 66 Prozent der Stimmen (nach anderen Angaben 62 %) und damit die absolute Mehrheit. Am 17. November 2013 wurde Margwelaschwili als Nachfolger Micheil Saakaschwilis zum Präsidenten Georgiens vereidigt.
Als Bildungsminister erreichte er nur geringe Bekanntheit, wurde aber vom politisch einflussreichen Oligarchen Bidsina Iwanischwili, der in Russland Milliardär wurde, im Wahlkampf unterstützt. Wie sein Mentor wollte auch Margwelaschwili die Beziehungen zu Russland im Jahr 2013 verbessern, die seit dem 2008 unter Saakaschwili verlorenen Fünf-Tage-Krieg auf Eis lagen. Diese auch von Russland gewünschte Entspannungspolitik wäre auch eine Voraussetzung für Georgiens EU- und NATO-Ambitionen. Im Jahr 2018 erläuterte Margwelaschwili zum Kaukasus-Krieg, dass Georgien  schon zuvor, dies seit den 1990er-Jahren, okkupiert gewesen sei in einer einem hybriden Krieg entsprechenden Art, und bezeichnete dies als Strafe für ein Land, das eine freie, unabhängige Nation sein wollte. Zur Präsidentschaftswahl 2018 trat Margwelaschwili nicht mehr an.
Im Vorfeld der Parlamentswahl 2024 trat er dem Wahlbündnis Starkes Georgien als Mitglied bei.